# Národní konvent o EU

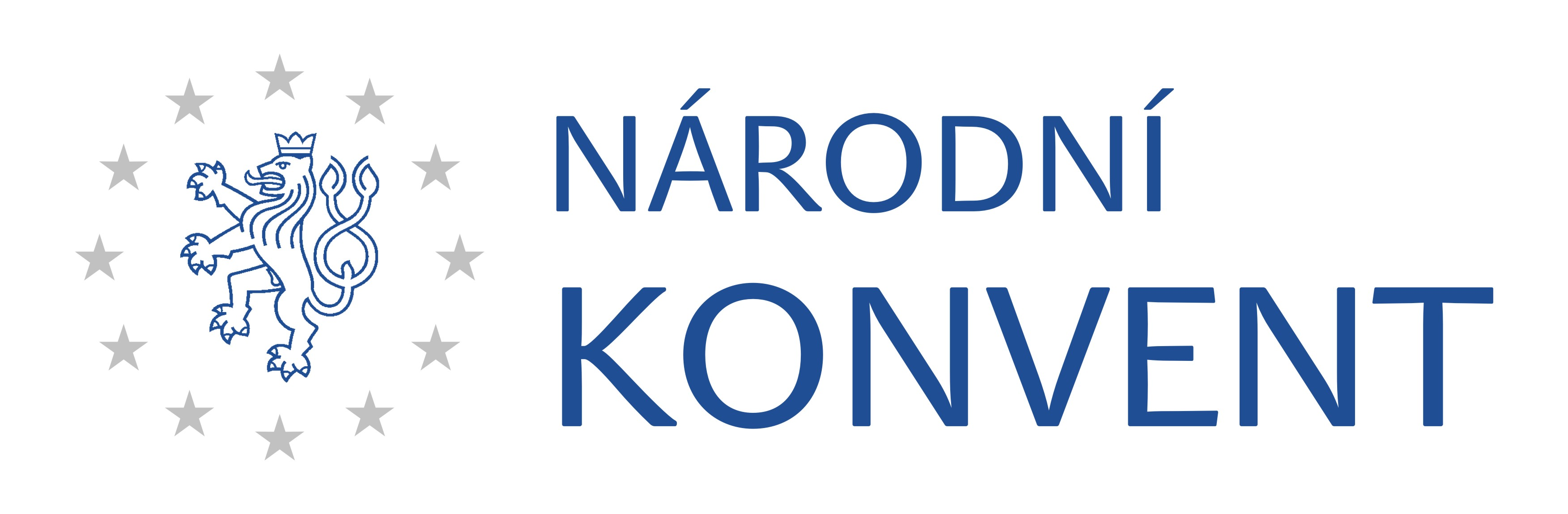
Národní konvent o EU

Národní konvent o EU je stálá platforma pro diskuzi o evropských otázkách v České republice, která propojuje zástupce vlády a zákonodárné moci s odbornou veřejností. Národní konvent o EU vznikl v roce 2014. Jeho cílem je formulovat konkrétní doporučení pro českou evropskou politiku.

## Obecné informace
Hlavním úkolem Národního konventu o EU je nastartovat diskuzi o důležitých otázkách a následně formulovat konkrétní doporučení pro vládu a členy Parlamentu ČR, tedy pro ty, kteří se aktivně podílejí na vytváření české politiky v rámci Evropské unie. K dialogu o evropských otázkách s odbornou i širší veřejností se vláda zavázala ve svém programovém prohlášení. Činnost Národního konventu o EU zajišťuje Úřad vlády ČR ve spolupráci s Ministerstvem zahraničních věcí ČR a dalšími resorty, zástupci státní správy, nestátními neziskovými organizacemi a sociálními partnery. Národní Konvent o EU bude rovněž usilovat o zapojení relevantních představitelů akademické sféry, českých zástupců v Evropském parlamentu nebo opinion-lídrů.

## Organizace
Činnost Národního konventu o EU řídí Koordinační rada. Ta stanovuje základní vodítka fungování a definuje témata, které následně rozpracují v rámci své činnosti pracovní skupiny. Koordinační radě předsedá státní tajemník pro EU. Členství v Koordinační radě je čestné.

### Koordinační rada
Koordinační rada Národního konventu o EU stanovuje základní vodítka pro fungování Národního konventu. Je složena ze zástupců státní správy, nestátních neziskových organizací, sociálních partnerů a obou komor Parlamentu ČR. Koordinační radě předsedá státní tajemník pro EU Tomáš Prouza.

### Pracovní skupiny
Témata stanovená Koordinační radou pak detailně proberou jednotlivé pracovní skupiny. Členové pracovní skupiny se následně sejdou nad podkladovým dokumentem na prezenčním jednání, které bude probíhat ve formátu kulatého stolu. Výstupem každého kulatého stolu se stane dokument s doporučeními. Ten bude následně předán tvůrcům české evropské politiky. 
Běžnou činnost Národního konventu o EU zajišťují dva koordinátoři.

## Ostatní
- Oficiální stránky
- Národní konvent o EU na X